# FNRS-2
FNRS-2 (auch FNRS 2 oder FNRS II) war die Bezeichnung des ersten jemals gebauten Bathyscaphen der Welt. Konstrukteur war der Schweizer Auguste Piccard, gebaut und erprobt wurde FNRS-2 ab 1948. Die Bezeichnung FNRS steht für den Fonds National de la Recherche Scientifique, einer vom belgischen König Albert I. 1928 gegründeten Stiftung zur Finanzierung wissenschaftlicher Projekte.
Piccard hatte bereits zuvor einen bemannten Forschungsballon mit der Bezeichnung FNRS-1 gebaut, der 1931 einen Höhenweltrekord von 15.785 m erreichte und ebenfalls vom FNRS finanziert worden war. Grundlage für diese erfolgreiche Konstruktion war eine Ballongondel, die einen kugelförmigen Druckkörper darstellte. Dieser blieb trotz des mit zunehmender Höhe niedriger werdenden Außendrucks stabil und ermöglichte so einen vor Kälte, Wind und Sauerstoffmangel geschützten Aufstieg.
Bereits 1930 war William Beebe mit seiner Bathysphäre in über 900 m Tiefe getaucht. Beebes Konstruktion bestand im Prinzip aus einem ebenfalls kugelförmigen Druckkörper, dieser wurde jedoch an einem Stahlseil ins Wasser gelassen. Piccard erweiterte dieses Prinzip um einen Auftriebskörper, an dem der Druckkörper befestigt war und auch Ballast (Eisenschrot) enthielt. Somit konnte das von Piccard Bathyscaph genannte Fahrzeug unabhängig von Trageseilen tauchen und wieder aufsteigen.
Die ersten Pläne für den Bau eines solchen Fahrzeuges wurden 1937 gemacht, konnten aber erst nach dem Zweiten Weltkrieg umgesetzt werden. 1948 wurde mit FNRS-2 in Antwerpen schließlich ein solches Fahrzeug gebaut. Der Druckkörper bestand aus bis zu 15 cm dickem Stahl, 11 t schwer und hatte innen einen Durchmesser von 2,10 m. Er sollte einem Druck bis 4.000 m Wassertiefe standhalten, die Bullaugen waren aus Polymethylmethacrylat. Der Auftriebskörper bestand aus 1 mm dickem Eisenblech und fasste 30 Kubikmeter Benzin, welches dem Boot Auftrieb verlieh. Das Fahrzeug war insgesamt 6 m hoch. Im Gegensatz zu späteren Bathyscaphen verfügte FNRS-2 noch nicht über einen durch den Auftriebskörper gelegten Einstiegsschacht, wodurch die Besatzung bereits vor dem Zuwasserlassen des Bootes einsteigen musste. Erst im Wasser konnte der Auftriebskörper des Bathyscaphen dann mit Benzin befüllt werden, was die verfügbare Tauchzeit sehr einschränkte.
Geplant war, die FNRS-2 erst unbemannt auf 6.000 m Tiefe tauchen zu lassen, bevor mit ihr bemannte Tauchfahrten in Tiefen bis zu 4.000 m unternommen worden wären. Damit sollte sichergestellt werden, das die Konstruktion einen Sicherheitsfaktor von 1,5 aufweist. Dies sollte im Golf von Guinea geschehen, wo der Nullmeridian den Äquator kreuzt. Da die Scaldis aber nur zeitlich begrenzt zur Verfügung gestellt worden war, nahmen Piccard und Cosyns wieder Abstand von der Idee.
Im Dezember 1946 besuchten Jacques-Yves Cousteau und Frédéric Dumas in Paris einen Vortrag von Piccard und Max Cosyns. Piccard und Cosyns hatten Cousteaus zweiten, 1943 gedrehten Unterwasserfilm Epaves gesehen, eine Dokumentation über die Wracks bei Marseille und den Hyèrischen Inseln. Sie wollten Cousteau dafür zu gewinnen, die Tauchfahrten der FNRS 2 zu filmen. Daher reiste Cosyns Anfang 1947 zu einem informellen Gespräch von Antwerpen nach Cherbourg; schnell wurde klar, dass Piccard und Cosyns darüber hinaus den Stützpunkt der französischen Marine in Dakar, das bis 1958 noch Hauptstadt von Französisch-Westafrika war, als Basis für die Expedition nutzen wollten. Cousteau begab sich später zu offiziellen Gesprächen nach Brüssel, um mit Piccard und leitenden Verantwortlichen der FNRS die Details für das Projekt zu erörtern. Letztlich sagte der Generalstab der französischen Marine seine Unterstützung des Projektes offiziell zu; damit standen sowohl die Elie Monnier und die Taucher der Le Group d´Etudes et de Recherches Sousmarines (zu Deutsch Abteilung für Unterwasserstudien und -untersuchungen) als auch der Marinestützpunkt Dakar zur Verfügung.
Für den Transport der FNRS-2 nach Dakar als auch als Mutterschiff während der Tauchfahrten wurde das belgische Frachtschiff Scaldis genutzt. Die Taucherprobung fand vor den Kapverden statt. Am 26. Oktober 1948 erfolgte der erster Tauchgang mit Piccard und Théodore Monod an Bord. Er dauerte eine Viertelstunde und führte in 25 m Tiefe. Trotzdem befanden sich Monod und Piccard annähernd zwölf Stunden an Bord. Am 3. November 1948 führte ein unbemannter Tauchversuch 1.380 m tief. Danach konnte die FNRS-2 aufgrund ungünstigen Seegangs nicht an Bord gehoben werden; sie musste daher abgeschleppt werden, wobei der Auftriebskörper beschädigt wurde. Weitere Versuche fanden nicht statt.
Alles in allem stellte die FNRS-2 eine Pionierleistung dar, die technisch noch nicht ausgereift und daher nur sehr eingeschränkt nutzbar war. Doch diese Fehler im Konzept führten zu wichtigen Erkenntnissen, die in den Bau späterer Bathyscaphen einflossen.
Am Nachfolgemodell FNRS-3, für das der Druckkörper von FNRS-2 wiederverwendet wurde, war Piccard nur noch in beratender Position beteiligt.